# Kehinde Bankole
Kehinde Bankole (nacida el 27 de marzo de 1985) es una actriz, modelo y presentadora de televisión nigeriana. Ganó el premio a la revelación del año en los Best of Nollywood Awards 2009, dos años después de su debut en Super story de Wale Adenuga. 

## Biografía
Bankole nació en Ogun como la cuarta de seis hijos del arquitecto Babatunde Bankole y Titilayo Bankole, secretaria administrativa. Tiene una hermana gemela, Taiwo, que también actúa ocasionalmente. Estudió Comunicación de masas en la Universidad Olabisi Onabanjo, pero se tomó un descanso para concentrarse más en su carrera de modelo en 2004.

## Carrera profesional
Su primer contacto con el mundo del entretenimiento fue como concursante en el Miss Commonwealth Nigeria en 2003, quedando en el top 10. Después de la terminación del contrato de Genevieve Nnaji como embajadora de Lux, Bankole fue elegida junto con Sylvia Udeogu y Olaide Olaogun para convertirse en los nuevos rostros de Lux en 2007.
Debutó como actriz en el drama familiar Super Story : Everything it Takes, interpretando al personaje de Caro. Desde entonces ha protagonizado otras producciones de Wale Adenuga como Papa Ajasco y This Life.
También se ha desempeñado como presentado de programas televisivos como "Soul Sisters" y "African Kitchen".

## Filmografía
| Año          | Proyecto                    | Rol       | Notas      |
| ------------ | --------------------------- | --------- | ---------- |
| 2011         | Perfect Church              |           | Película   |
| 2011         | Two Brides and a Baby       | Pewa      | Película   |
| 2012         | The Meeting                 | Kikelomo  | Película   |
| 2013         | Awakening                   | Zainab    | Película   |
| 2013         | Façade                      |           | Película   |
| 2014         | Render to Caesar            |           | Película   |
| 2014         | October 1                   | Miss Tawa | Película   |
| 2015–present | Desperate Housewives Africa | Kiki Obi  | Televisión |
| 2016–present | Dinner (película)           |           |            |
| 2018         | Grace                       |           |            |
| 2018         | No Budget                   |           |            |
| 2019         | The Set Up                  |           |            |
| 2020         | Dear Affy                   | Affy      |            |
| 2020         | Finding Hubby               |           |            |
| 2021         | Love Castle                 |           | Película   |
| 2021         | The Cleanser                |           | Película   |

## Premios y nominaciones
| Año  | Premio       | Categoría                                  | Resultado |
| ---- | ------------ | ------------------------------------------ | --------- |
| 2014 | Premios ELOY | Actriz de televisión del año (Super Story) | Nom       |